# Onthophagus leroyi
Onthophagus leroyi là một loài bọ cánh cứng trong họ Bọ hung (Scarabaeidae).